# Болого
Болого (фр. Bologo) — деревня и супрефектура в Чаде, расположенная на территории региона Танджиле. Входит в состав департамента Западное Танджиле.

## География
Деревня находится в юго-западной части Чада, к северу от реки Танджиле, на расстоянии приблизительно 333 километров к юго-юго-востоку (SSE) от столицы страны Нджамены. Абсолютная высота — 508 метров над уровнем моря.

## Население
По данным официальной переписи 2009 года численность населения Болого составляла 55 025 человек (25 673 мужчины и 29 352 женщины). Население супрефектуры по возрастному диапазону распределилось следующим образом: 50,9 % — жители младше 15 лет, 44,5 % — между 15 и 59 годами и 4,6 % — в возрасте 60 лет и старше.

## Транспорт
Ближайший аэропорт расположен в городе Кело.